# Condado de Jackson (Kentucky)
O Condado de Jackson é um dos 120 condados do Eestado americano de Kentucky. A sede do condado é McKee, e sua maior cidade é McKee. O condado possui uma área de 898 km² (dos quais 1 km² estão cobertos por água), uma população de 13 495 habitantes, e uma densidade populacional de 15 hab/km² (segundo o censo nacional de 2000). O condado foi fundado em 1858. O condado proíbe a venda de bebidas alcoólicas.